# 弗兰肯豪森战役

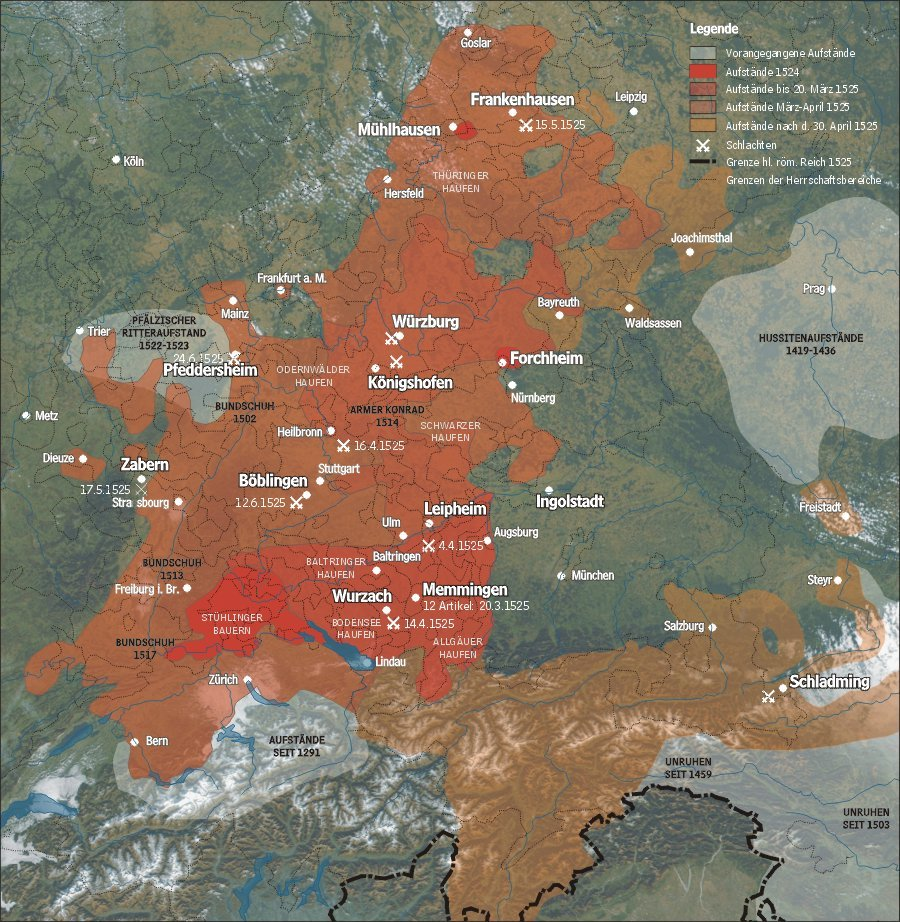
德国农民起义地图

弗兰肯豪森战役（德語：Schlacht bei Frankenhausen）于1525年5月15日发生在施瓦茨堡伯国境内的弗兰肯豪森附近，该战役是德国农民战争的结束。交战双方为萨克森公爵格奥尔格、黑森伯国领地伯爵腓力一世率领的帝国军队与再洗礼派领袖托马斯·闵采尔领导的农民军。
1525年4月29日，大批农民军集结在弗兰肯豪森附近，随即公开宣布叛乱。5月11日，托马斯·闵采尔带领300人从米尔豪森赶来之后农民军人数急速增长，数以千计的萨克森和图林根等地农民赶往弗兰肯豪森，由于城镇人满为患，不少人露宿在牧场。然而此时，黑森领地伯爵腓力一世和其岳父萨克森公爵格奥尔格所率领的雇佣兵军团正接近弗兰肯豪森。
帝国军队主要是来自萨克森公国、黑森伯国和不伦瑞克-吕纳堡公国等地的雇佣兵，装备精良，经过正规训练且士气高涨。相反农民军装备简陋，多以农具为武器，并且内部正为是否抵抗与谈判的问题而形成不了统一意见。在5月14日，农民军虽不能击败帝国军，但尚能抵御黑森和不伦瑞克军队的零星攻势，但当萨克森方面的军队加入战场后形式急转直下，农民军方面不得不寻求停火、构筑工事用来阻挡帝国军队接近。
次日，帝国方面撕毁停战协定，以炮击外加步骑兵联合作战的方式向农民军发起进攻，疏于防范的农民军顿时不知所措，匆忙之中向城镇方向撤退，多数人遭到尾随而来的帝国军队的屠杀。具体伤亡完全没有记载，据估计农民军损失3千到1万人，而帝国军伤亡6人（其中两人受伤）。托马斯·闵采尔在战斗中被俘，随即遭到严刑拷打，最终于5月27日在米尔豪森被处以极刑。